# Die Leute vom Domplatz
Die Leute vom Domplatz ist eine 13-teilige deutsche Fernsehserie, deren Produktion am 29. April 1979 begann und bis 4. Oktober 1979 104 Drehtage in Anspruch nahm. Das Drehbuch lieferte Leonhard Reinirkens, verantwortlich für die Produktion war Roland Diehm vom Südwestfunk Baden-Baden unter fachlicher Beratung von Werner Schäfke.
Regie führte Harald Schäfer.

## Einleitung
Die Serie spielt im Deutschland des 13. Jahrhunderts, in einer typischen Stadt des Spätmittelalters. Unruhen brechen eines Tages aus, nachdem der Bischof Zollgebühren für die Rheinfähren verlangt. Im Laufe der Kämpfe wird der Bischof aus der Stadt gejagt und der Dom zerstört.
Nun muss ein neuer Dom errichtet werden. Diese Arbeit nimmt Jahrzehnte in Anspruch. Immer wieder werden die Bewohner mit neuen Schwierigkeiten konfrontiert, nicht zuletzt durch marodierende Raubritter wird ihnen das eh schon harte Leben der Zeit erschwert. Durch politische Wirren und ein entstandenes Machtvakuum droht das Land im Chaos zu versinken. Der einzige Ausweg scheint in einer Vereinigung der Städte zu einem Bund zu liegen.

## Inhalt
Die Geschichte handelt vordergründig von dem Zimmermann Josef, seiner Familie und seinem Freund Gumpert, dem Weber. Als ein Aufruhr die Stadt erschüttert, bricht Zwist unter den beiden Söhnen Josefs aus. Norbert hält zu den Kaufleuten, die sich gegen Herrschaft des Adels und des Bischofs auflehnen, während Arndt auf Seiten der Bischofknechte kämpft. Bei diesem Kampf wird Norbert schwer verletzt, kann nur durch die Hilfe des jüdischen Arztes Salomon gerettet werden und ist fortan für die Arbeit als Zimmermann nicht mehr zu gebrauchen.
Ein neuer Bischof wird eingesetzt, die Revolte hat gesiegt und nun muss ein neuer Dom gebaut werden, da der alte zerstört wurde. Das bedeutet für die ansässigen Handwerker Arbeit auf Jahrzehnte. Josef plagen aber Sorgen: Norbert wechselt in den Kaufmannstand, während Arndt Steinmetz werden will. Keiner seiner Söhne will der Zunft der Zimmerleute treu bleiben.
Im Laufe der Jahre verändert sich die Situation zusehends. Norbert wird ein tüchtiger und erfolgreicher Kaufmann. Um die Stadt herum jedoch ziehen dunkle Wolken auf: Raubritter terrorisieren die Landstriche und bedrohen die Städte und Dörfer. Bei einem dieser heimtückischen Überfälle wird Josef getötet. Norbert, inzwischen bis in den Rat der Stadt und zum Bürgermeister aufgestiegen, engagiert sich politisch. Er und seine Fraktion erkennen, dass ein starkes Bündnis her muss, welches Schutz für alle bietet. Nur so kann die Stadt überleben und der Dombau, für die tiefreligiösen Menschen der damaligen Zeit enorm wichtig, zu Ende gebracht werden.

## Episodenliste
1. Aufruhr und Brand
2. Große Pläne
3. Der neue Baumeister
4. Ausgrabungen
5. Der Fremde
6. Zahl' und schweig!
7. Zwischen Kaiser und König
8. Brot und Macht
9. Die Chorweihe
10. Flucht aus der Stadt
11. Freuden und Leiden
12. Interdikt
13. Der Bund der Städte

## Sonstiges
1979 wurde die Serie mit großem Aufwand gedreht. Dazu zählten neben einem Großaufgebot an Schauspielern und Komparsen auch eine wissenschaftliche Beratung, um möglichst authentisch den Alltag in einer mittelalterlichen Stadt darzustellen. Als technische Besonderheit diente das Blueboxverfahren (genau genommen Chroma-Key-Technik) unter Verwendung der japanischen Kamera Ikegami HL 77, welche sich wegen ihrer kompakten Bauweise und des geringen Gewichtes hervorragend eignete, maßstabgerecht in Augenhöhe eines Menschen zu fotografieren oder auch in das Modell eingegraben zu werden. Die Serie wurde vom 22. Januar bis 11. März 1980, dienstags und mittwochs erstmals in der ARD ausgestrahlt und vom 12. Januar bis 6. April 1982 wiederholt.

## DVD
Im März 2012 erschien die DVD-Box zur Serie mit drei DVDs in der Reihe „Große Geschichten“.